# جون بيرس (لاعب كرة مضرب)
جون بيرس (بالإنجليزية: John Pearce)‏ هو لاعب كرة مضرب أسترالي، ولد في 13 مايو 1923 في سيدني في أستراليا.

## وصلات خارجية
- جون بيرس على موقع رابطة محترفي التنس (الإنجليزية)
- جون بيرس على موقع الاتحاد الدولي لكرة المضرب (الإنجليزية)
- جون بيرس على موقع أرشيف التنس.كوم (الإنجليزية)
- جون بيرس على موقع بطولة ويمبلدون (الإنجليزية)